# Парчег
Парчег — деревня в Сыктывдинском районе Республики Коми в составе сельского поселения Зеленец.

## География
Расположена на левобережье Вычегды на расстоянии примерно 32 км по прямой от районного центра села Выльгорт на север.

## История
Упоминается с 1586 года как деревня с 6 дворами. В 1646 году в Парчеге было 17 дворов, а в 1707 — 41, в 1873 — 94, в 1918 — 171. В переводе с коми Парчог означает «возвышенное место». В советский период работали колхозы «Клим Ворошилов», «Урожай», совхозы «Сыктывкарский», «Палевицкий», «Зеленецкий», «Часовский».

## Население
Постоянное население составляло 213 человек (коми 73 %) в 2002 году, 211 — в 2010.